# Sastamala
Sastamala er en bykommune i landskabet Birkaland i det vestlige Finland. Kommunen og landskabet hører under Vest og Indre Finlands regionsforvaltning.
Kommunen opstod i 2009, da Vammala, Äetsä og Mouhijärvi kommuner blev lagt sammen.